# Водопійне (Євпаторійський район)
Водопі́йне (до 1948 — Абузла́р, крим. Abuzlar) — село Євпаторійського району Автономної Республіки Крим.

## Історія
В минулому було волосним центром Абузларської волості Євпаторійського повіту Таврійської губернії.
Село відоме з часів Кримського ханату, вперше згадується в «Камеральному описі Криму» 1784 року під назвою Хавизлар. За «Списком населених місць Таврійської губернії за даними 1864 року» це було кримськотатарське село, у ньому було 172 мешканці, мечеть та поштова станція.
Однак, вже за переписом 1926 року, в совгоспі Абузлар був всього 31 мешканець: 20 українців, 5 росіян, 3 німців, 1 кримський татарин, 1 єврей та  1 латиш. 18 травня 1948 року Абузлар перейменували на Водопійне.